# زهرة رحمة الله
زهرة رحمة الله (من مواليد 1954) هي كاتبة قصة قصيرة يمنية. درست الأدب الإنجليزي في جامعة عدن وعملت في وكالة الأنباء اليمنية. كانت أيضا رئيس تحرير مجلة الاتحاد النسائي اليمني. تعد مجموعتها القصصية "بدايه أخرى "التي صدرت في العام 1990 أول مجموعة قصصية لها. فازت قصتها السر بمسابقة القصة القصيرة لبي بي سي في عام 2007. ولها مجموعه قصصية أخرى عنوانها "لا و "همس القناديل" وهي آخر مجموعة